# Santiago González
Santiago González Torre (Córdoba, 24 febbraio 1983) è un tennista messicano.
Specialista del doppio, ha vinto 25 titoli nel circuito maggiore, tra cui due ATP Masters 1000, e il suo miglior ranking ATP è stato il 7º posto mondiale nel novembre 2023. Ha inoltre raggiunto la finale al Roland Garros 2017 con Donald Young e altre quattro finali Slam in doppio misto. In singolare ha vinto alcuni titoli nei circuiti minori a inizio carriera e dal 2017 gioca esclusivamente in doppio.

## Carriera

### 1999-2003: finale al Roland Garros juniores, esordio in Coppa Davis e primi titoli da professionista
Fa le sue prime apparizioni tra i professionisti nel 1999 e l'anno successivo vince il primo titolo nel torneo di doppio all'ITF Mexico F2 in coppia con Bruno Echagaray. Nel febbraio 2001 fa il suo esordio nella squadra messicana di Coppa Davis in occasione della sfida persa 5-0 con l'Argentina, viene schierato in coppia con Echagaray e perdono in tre set contro Agustin Calleri / Martin Garcia. Subito dopo debutta con una sconfitta insieme a Echagaray nel circuito maggiore al torneo di doppio di Acapulco. Quello stesso anno disputa con Echagaray la finale juniores di doppio al Roland Garros e vengono sconfitti in due set da Frank Dancevic / Giovanni Lapentti. Nel settembre 2002 vince il primo titolo in singolare al Mexico F13. Nel settembre 2003 disputa e perde le sue prime finali Challenger, in doppio quella di Gramado e in singolare quella di Città del Messico contro Adrián García. Dopo aver vinto tre tornei ITF in singolare e nove in doppio, in novembre conquista il primo titolo Challenger a Puebla in coppia con Alejandro Hernández. Quello stesso mese fa il suo ingresso nella top 200 del ranking di doppio e nella top 300 in singolare.

### 2004-2009, top 100 del ranking in doppio e top 200 in singolare
Tra il 2004 e il 2009 rimane impegnato in prevalenza nei circuiti ITF e Challenger raccogliendo numerosi successi soprattutto in doppio, nell'arco delle sei stagioni vince in questa specialità 14 tornei Challenger e 5 ITF. In singolare si aggiudica quattro tornei ITF e vince il suo primo Challenger nel 2008 a Belo Horizonte con il successo in finale su Nicolás Massú. Nel 2009 vince il primo incontro nel circuito maggiore al torneo di doppio di Acapulco, di nuovo in coppia con Echagaray. Nel 2005 era entrato per la prima volta nella top 200 di singolare e nel maggio 2006 aveva raggiunto la 155ª posizione, che sarebbe rimasto il suo miglior ranking in carriera in singolare. Quell'anno aveva inoltre fatto la prima esperienza in una prova del Grande Slam ed era stato eliminato al primo turno di qualificazione in singolare agli US Open. Nel 2009 fa il suo esordio in un tabellone principale dello Slam al torneo di doppio a Wimbledon e viene sconfitto al quinto set al primo turno; in ottobre entra per la prima volta nella top 100 di doppio.

### 2010–2012, primi titoli ATP, quarti di finale agli Australian Open e top 30
Comincia a ottenere ottimi risultati nel 2010 con le prime due finali nel circuito ATP, entrambe in coppia con lo statunitense Travis Rettenmaier, vincono quella a Belgrado e perdono quella di Newport. In aprile vince a León il suo secondo e ultimo titolo Challenger in singolare; il mese successivo disputa e vince la sua ultima finale ITF in doppio, e abbandona definitivamente il circuito ITF dopo aver vinto 7 titoli in singolare e 15 in doppio. Sempre nel 2010 raggiunge con Rettenmaier il terzo turno al Roland Garros e in luglio sale al 45º posto del ranking.
Nel 2011 disputa tre finali ATP, dopo aver raggiunto le semifinali a Santiago, San Jose e Acapulco, in aprile conquista il titolo a Barcellona insieme a Scott Lipsky, battendo in finale i numeri 1 del mondo Bob e Mike Bryan. Il mese successivo viene sconfitto in finale a Nizza con David Marrero da Eric Butorac / Jean-Julien Rojer. Raggiunge il terzo turno a Wimbledon in coppia con Carsten Ball e in agosto vince il torneo di Kitzbühel insieme a Daniele Bracciali, con il quale aveva appena perso in semifinale a Umago. Nel finale di stagione esce in semifinale anche a Winston Salem e soprattutto a Parigi-Bercy, la prima giocata in un Masters 1000, risultato con cui porta il best ranking alla 27ª posizione mondiale.
Il 2012 comincia con il suo primo quarto di finale in un torneo dello Slam, in coppia con il tedesco Christopher Kas superano i primi tre turni agli Australian Open eliminando tra gli altri le teste di serie numero 5 Jürgen Melzer e Philipp Petzschner ma si devono arrendere a Maks Mirny e Daniel Nestor in tre set. A fine torneo sale al 25º posto del ranking. Concentrato nei tornei di doppio, disputa nell'arco della stagione due soli incontri in singolare. In luglio accede alla sua prima finale in uno Slam, nel doppio misto degli Open di Francia in coppia con la polacca Klaudia Jans-Ignacik, e vengono sconfitti da Sania Mirza / Mahesh Bhupathi per 7–6(3), 6-1. Assieme a Scott Lipsky vince in luglio il torneo ATP di Newport e ad agosto quello di Winston-Salem. Cedono quindi al terzo set ai fratelli Bryan al terzo turno degli US Open.

### 2013–2014: finali in doppio misto agli US Open, quattro titoli ATP e 23º nel ranking
Sia nel 2013 che nel 2014 arriva in finale in doppio misto agli US Open con Abigail Spears, perdendo entrambe le volte. Nel 2013 vince con Scott Lipsky i tornei ATP dell'Estoril Open e di Halle e disputa altre cinque semifinali tra cui quelle nei Masters di Indian Wells, Roma e Cincinnati. In giugno, dopo il trionfo ad Halle, porta il best ranking alla 23ª posizione mondiale. L'anno dopo vince altri due tornei ATP con Lipsky all'Estoril e a Düsseldorf e perdono la finale a 's-Hertogenbosch. In agosto elimina i fratelli Bryan assieme a Marin Čilić al Masters di Toronto e vengono sconfitti in semifinale da Ivan Dodig / Marcelo Melo.

### 2015–2016, due titoli ATP
Tra il 2015 e il 2016 raggiunge quattro finali ATP in coppia con Mariusz Fyrstenberg, vincendone due a Memphis e perdendo quelle del 2015 ad Acapulco e Umago. Nel giugno 2015 esce per la prima volta dalla top 50 da quando vi era entrato nel novembre 2011. Nel febbraio 2016 scende alla 71ª posizione e ad aprile perde la finale a Houston assieme a Víctor Estrella Burgos

### 2017: finale al Roland Garros
Nel 2017 non vince nessun torneo ATP ma raggiunge tre finali. In febbraio viene sconfitto nella finale di Buenos Aires in coppia con David Marrero. A marzo vince il torneo Challenger Jalisco Open di Guadalajara con Artem Sitak. Dopo aver giocato in singolare nelle ultime sei stagioni solo 24 incontri – quasi tutti nelle qualificazioni – in maggio disputa l'ultimo match nella specialità. Il risultato stagionale più importante è la finale raggiunta al Roland Garros insieme a Donald Young, persa contro Michael Venus e Ryan Harrison per 7-6, 6-7, 6-3. Con questo risultato guadagna 40 posizioni nel ranking e si trova alla 31ª. Raggiunge le semifinali a Chengdu e a Tokyo e in ottobre perde assieme a Julio Peralta la finale ad Anversa contro Scott Lipsky / Divij Sharan.

### 2018: un titolo ATP
Nel 2018 gioca due finali ATP 250 con Marcelo Demoliner, vincono quella sull'erba di Adalia contro Sander Arends / Matwé Middelkoop e perdono al terzo set quella sul cemento indoor di Anversa da Nicolas Mahut / Édouard Roger-Vasselin

### 2019: un titolo ATP
Nel 2019 González e Aisam-ul-Haq Qureshi vincono l'ATP di Houston con il successo in finale su Ken Skupski / Neal Skupski e perdono la finale al New York Open contro Kevin Krawietz / Andreas Mies. Si aggiudicano inoltre i due tornei Challenger su erba al Nottingham Open e all'Ilkley Trophy.

### 2020: una finale ATP
I risultati migliori arrivano a inizio stagione: raggiunge la finale a Doha con Luke Bambridge e in coppia con Ken Slupski torna a disputare i quarti di finale agli Australian Open. Non conquista alcun torneo durante l'anno.

### 2021: tre titoli ATP
Nel 2021 si impone a Stoccarda insieme a Marcelo Demoliner e a Astana e Stoccolma con Andres Molteni, con cui vince anche il Challenger di Stettino. È la prima volta che González vince tre titoli ATP nello stesso anno.

### 2022: due titoli ATP, prima finale Masters 1000 e 22º nel ranking
A inizio stagione vince assieme ad Andres Molteni i tornei di Cordoba e Buenos Aires. A marzo disputa in coppia con Édouard Roger-Vasselin la sua prima finale in un torneo Masters 1000 a Indian Wells e vengono sconfitti in due set da Jack Sock / John Isner. Questa serie di risultati lo portano al 22º posto mondiale, migliorando il best ranking dopo 9 anni. Nel corso della stagione perde diverse semifinali, tra le quali quella assieme a Roger-Vasselin al Cincinnati Open. A ottobre raggiunge con Molteni le finali al Tel Aviv Open e all'ATP 500 del Vienna Open.

### 2023: primi due titoli Masters 1000, altri tre titoli ATP e 7º al mondo
Disputa la stagione 2023 con Roger-Vasselin e a febbraio si aggiudicano il titolo a Marsiglia. In aprile, ancora con Roger-Vasselin, vince il trofeo più prestigioso da inizio carriera trionfando al Miami Open, nel suo primo successo in un Masters 1000; nei quarti di finale eliminano i numeri 1 del mondo Wesley Koolhof / Neal Skupski e in finale superano Austin Krajicek / Nicolas Mahut con il punteggio di 7-6, 7-5. Con questo risultato entra per la prima volta nella top 20, al 19º posto. Continua l'ascesa con Roger-Vasselin raggiungendo le semifinale al Madrid Open e sull'erba del Queen's e di Maiorca, risultati con cui sale all'11º posto mondiale.
Ad agosto trionfano in finale al Los Cabos Open, raggiungono poi la semifinale a Cincinnati e non superano il terzo turno agli US Open. Perdono per 6-10 nel terzo set la semifinale a Pechino contro i numeri 1 e 2 del mondo Austin Krajicek / Ivan Dodig. In autunno vincono il torneo ATP 500 di Basilea e il Masters 1000 di Parigi-Bercy, sconfiggendo in finale Rohan Bopanna e Matthew Ebden 6-2, 5-7, [10-7]. Con questo risultato sale al 9º posto mondiale e la settimana successiva al 7º. Con Roger-Vasselin disputa per la prima volta le ATP Finals; con le vittorie su Ivan Dodig / Austin Krajicek e Maximo Gonzalez / Andres Molteni accedono alla semifinale e vengono sconfitti per 7-10 nel set decisivo da Rajeev Ram / Joe Salisbury.

### 2024, due finali in doppio, finale in doppio misto a Wimbledon e discesa nel ranking
Inizia la stagione giocando con Neal Skupski e a febbraio perdono le finali al Delray Beach Open e all'Abierto Mexicano de Tenis. Esce dalla top 10 dopo la sconfitta al primo turno del Miami Open. Nella negativa stagione su terra battuta raggiunge al massimo una semifinale in un torneo ATP 250 ed esce al primo turno al Roland Garros. Torna a mettersi in luce raggiungendo la finale in doppio misto a Wimbledon in coppia con Giuliana Olmos, persa contro Hsieh Su-wei / Jan Zieliński per 4-6, 2-6. Nei mesi successivi cambia partner diverse volte, non va oltre una semifinale raggiunta sul rosso in un ATP 250 e ad agosto esce dalla top 20. Nel finale di stagione gioca con Edouard Roger-Vasselin e raggiungono le semifinali allo Shanghai Masters e allo Swiss Indoors. Termina il 2024 al 45º posto del ranking, la peggior posizione da settembre 2021.

### 2025, due titoli ATP e due Challenger 125
Continua a perdere posizioni in classifica con i negativi risultati di inizio 2025. Ad aprile disputa la prima finale ATP dopo 13 mesi agli U.S. Men's Clay Court Championships, e in coppia con Federico Agustín Gómez cede in due set a Fernando Romboli / John-Patrick Smith. La settimana successiva vince il Challenger 125 del Mexico City Open in coppia con Austin Krajicek. Ancora con Krajicek vince a giugno entrambi gli ATP 250 sull'erba dello Stuttgart Open e dei Mallorca Championships, battendo nelle rispettive finali Alex Michelsen / Rajeev Ram e Robert Galloway / Yuki Bhambri. Escono al turno di esordio a Wimbledon e in semifinale al Los Cabos Open. Ad agosto vince un altro Challenger 125 al  Cancún Country Open, questa volta in coppia con Jean-Julien Rojer.

## Statistiche

### Doppio

#### Vittorie (25)
| Legenda             |
| Grande Slam (0)     |
| ATP Finals (0)      |
| ATP Master 1000 (2) |
| ATP Tour 500 (2)    |
| ATP Tour 250 (21)   |

| N.  | Data              | Torneo                                       | Superficie  | Compagno               | Avversari in finale                    | Punteggio              |
| 1.  | 9 maggio 2010     | Serbia Open, Belgrado                        | Terra rossa | Travis Rettenmaier     | Tomasz Bednarek Mateusz Kowalczyk      | 7-6(6), 6-1            |
| 2.  | 24 aprile 2011    | Barcelona Open, Barcellona                   | Terra rossa | Scott Lipsky           | Bob Bryan Mike Bryan                   | 5-7, 6-2, [12-10]      |
| 3.  | 6 agosto 2011     | Austrian Open, Kitzbühel                     | Terra rossa | Daniele Bracciali      | Franco Ferreiro André Sá               | 7-6(1), 4-6, [11-9]    |
| 4.  | 15 luglio 2012    | Hall of Fame Tennis Championships, Newport   | Erba        | Scott Lipsky           | Colin Fleming Ross Hutchins            | 7-6(3), 6-3            |
| 5.  | 25 agosto 2012    | Winston-Salem Open, Winston-Salem            | Cemento     | Scott Lipsky           | Pablo Andújar Leonardo Mayer           | 6-3, 4-6, [10-2]       |
| 6.  | 5 maggio 2013     | Estoril Open, Estoril (1)                    | Terra rossa | Scott Lipsky           | Aisam-ul-Haq Qureshi Jean-Julien Rojer | 6-3, 4-6, [10-7]       |
| 7.  | 16 giugno 2013    | Halle Open, Halle                            | Erba        | Scott Lipsky           | Daniele Bracciali Jonathan Erlich      | 6-2, 7-6(3)            |
| 8.  | 4 maggio 2014     | Estoril Open, Oeiras (2)                     | Terra rossa | Scott Lipsky           | Pablo Cuevas David Marrero             | 6-3, 3-6, [10-8]       |
| 9.  | 24 maggio 2014    | Düsseldorf Open, Düsseldorf                  | Terra rossa | Scott Lipsky           | Martin Emmrich Christopher Kas         | 7-5, 4-6, [10-3]       |
| 10. | 15 febbraio 2015  | Memphis Open, Memphis (1)                    | Cemento (i) | Mariusz Fyrstenberg    | Artem Sitak Donald Young               | 5-7, 7-6(1), [10-8]    |
| 11. | 14 febbraio 2016  | Memphis Open, Memphis (2)                    | Cemento (i) | Mariusz Fyrstenberg    | Steve Johnson Sam Querrey              | 6-4, 6-4               |
| 12. | 29 giugno 2018    | Antalya Open, Adalia                         | Erba        | Marcelo Demoliner      | Sander Arends Matwé Middelkoop         | 7-5, 6(6)-7, [10-8]    |
| 13. | 14 aprile 2019    | U.S. Men's Clay Court Championships, Houston | Terra rossa | Aisam-ul-Haq Qureshi   | Ken Skupski Neal Skupski               | 3-6, 6-4, [10-6]       |
| 14. | 12 giugno 2021    | Stuttgart Outdoor, Stoccarda                 | Erba        | Marcelo Demoliner      | Ariel Behar Gonzalo Escobar            | 4-6, 6-3, [10-8]       |
| 15. | 26 settembre 2021 | Astana Open, Astana                          | Cemento (i) | Andrés Molteni         | Jonathan Erlich Andrėj Vasileŭski      | 6-1, 6-2               |
| 16. | 13 novembre 2021  | Stockholm Open, Stoccolma                    | Cemento (i) | Andrés Molteni         | Aisam-ul-Haq Qureshi Jean-Julien Rojer | 6-2, 6-2               |
| 17. | 6 febbraio 2022   | Córdoba Open, Cordoba                        | Terra rossa | Andrés Molteni         | Andrej Martin Tristan-Samuel Weissborn | 7-5, 6-3               |
| 18. | 13 febbraio 2022  | Argentina Open, Buenos Aires                 | Terra rossa | Andrés Molteni         | Fabio Fognini Horacio Zeballos         | 6-1, 6-1               |
| 19. | 25 febbraio 2023  | Open 13, Marsiglia                           | Cemento (i) | Édouard Roger-Vasselin | Nicolas Mahut Fabrice Martin           | 4-6, 7-6(4), [10-7]    |
| 20. | 1º aprile 2023    | Miami Open                                   | Cemento     | Édouard Roger-Vasselin | Nicolas Mahut Austin Krajicek          | 7-6(4), 7-5            |
| 21. | 5 agosto 2023     | Los Cabos Open, Los Cabos                    | Cemento     | Édouard Roger-Vasselin | Andrew Harris Dominik Koepfer          | 6-4, 7-5               |
| 22. | 29 ottobre 2023   | Swiss Indoors, Basilea                       | Cemento (i) | Édouard Roger-Vasselin | Hugo Nys Jan Zieliński                 | 6(8)-7, 7-6(3), [10-1] |
| 23. | 4 novembre 2023   | Paris Masters, Parigi                        | Cemento (i) | Édouard Roger-Vasselin | Rohan Bopanna Matthew Ebden            | 6–2, 5–7, [10–7]       |
| 24. | 16 giugno 2025    | Stuttgart Open, Stoccarda                    | Erba        | Austin Krajicek        | Alex Michelsen Rajeev Ram              | 6-4, 6-4               |
| 25. | 29 giugno 2025    | Mallorca Championships, Maiorca              | Erba        | Austin Krajicek        | Robert Galloway Yuki Bhambri           | 6-1, 1-6, [15-13]      |

#### Finali perse (17)
| Legenda             |
| Grande Slam (1)     |
| ATP Finals (0)      |
| ATP Master 1000 (1) |
| ATP Tour 500 (3)    |
| ATP Tour 250 (12)   |

| N.  | Data             | Torneo                                       | Superficie  | Compagno               | Avversari in finale                  | Punteggio           |
| 1.  | 11 luglio 2010   | Hall of Fame Tennis Championships, Newport   | Erba        | Travis Rettenmaier     | Carsten Ball Chris Guccione          | 3-6, 4-6            |
| 2.  | 21 maggio 2011   | Open de Nice Côte d'Azur, Nizza              | Terra rossa | David Marrero          | Eric Butorac Jean-Julien Rojer       | 3-6, 4-6            |
| 3.  | 21 giugno 2014   | Rosmalen Open, 's-Hertogenbosch              | Erba        | Scott Lipsky           | Jean-Julien Rojer Horia Tecău        | 3-6, 6(3)-7         |
| 4.  | 1º marzo 2015    | Open del Messico, Acapulco                   | Cemento     | Mariusz Fyrstenberg    | Ivan Dodig Marcelo Melo              | 6(2)-7, 7-5, [3-10] |
| 5.  | 25 luglio 2015   | Croatia Open Umag, Umago                     | Terra rossa | Mariusz Fyrstenberg    | André Sá Máximo González             | 6-4, 3-6, [5-10]    |
| 6.  | 9 aprile 2016    | U.S. Men's Clay Court Championships, Houston | Terra rossa | Víctor Estrella Burgos | Bob Bryan Mike Bryan                 | 6-4, 3-6, [8-10]    |
| 7.  | 19 febbraio 2017 | Argentina Open, Buenos Aires                 | Terra rossa | David Marrero          | Juan Sebastián Cabal Robert Farah    | 1-6, 4-6            |
| 8.  | 11 giugno 2017   | Open di Francia, Parigi                      | Terra rossa | Donald Young           | Ryan Harrison Michael Venus          | 6(5)-7, 7-6(4), 3-6 |
| 9.  | 22 ottobre 2017  | European Open, Anversa (1)                   | Cemento (i) | Julio Peralta          | Scott Lipsky Divij Sharan            | 4-6, 6-2, [5-10]    |
| 10. | 21 ottobre 2018  | European Open, Anversa (2)                   | Cemento (i) | Marcelo Demoliner      | Nicolas Mahut Édouard Roger-Vasselin | 4-6, 5-7            |
| 11. | 17 febbraio 2019 | New York Open, New York                      | Cemento (i) | Aisam-ul-Haq Qureshi   | Kevin Krawietz Andreas Mies          | 4-6, 5-7            |
| 12. | 10 gennaio 2020  | Qatar Open, Doha                             | Cemento     | Luke Bambridge         | Rohan Bopanna Wesley Koolhof         | 6-3, 2-6, [6-10]    |
| 13. | 20 marzo 2022    | Indian Wells Masters, Indian Wells           | Cemento     | Édouard Roger-Vasselin | Jack Sock John Isner                 | 6(4)–7, 3-6         |
| 14. | 2 ottobre 2022   | Tel Aviv Open, Tel Aviv                      | Cemento (i) | Andrés Molteni         | Rohan Bopanna Matwé Middelkoop       | 2-6, 4-6            |
| 15. | 30 ottobre 2022  | Vienna Open, Vienna                          | Cemento (i) | Andrés Molteni         | Alexander Erler Lucas Miedler        | 3-6, 6(1)-7         |
| 16. | 17 febbraio 2024 | Delray Beach Open, Delray Beach              | Cemento     | Neal Skupski           | Julian Cash Robert Galloway          | 7–5, 5–7, [2–10]    |
| 17. | 2 marzo 2024     | Abierto Mexicano de Tenis, Città del Messico | Cemento     | Neal Skupski           | Hugo Nys Jan Zieliński               | 3–6, 2–6            |
| 18. | 5 aprile 2025    | U.S. Men's Clay Court Championships, Houston | Terra       | Federico Agustín Gómez | Fernando Romboli John-Patrick Smith  | 1-6, 4-6            |

### Doppio misto

#### Finali perse (4)
| Tornei del Grande Slam  |
| ----------------------- |
| Australian Open (0)     |
| Open di Francia (1)     |
| Torneo di Wimbledon (1) |
| US Open (2)             |

| N. | Data             | Torneo                      | Superficie  | Compagna             | Avversari in finale          | Punteggio        |
| 1. | 7 giugno 2012    | Open di Francia, Parigi     | Terra rossa | Klaudia Jans-Ignacik | Sania Mirza Mahesh Bhupathi  | 6(3)-7, 1-6      |
| 2. | 6 settembre 2013 | US Open, New York           | Cemento     | Abigail Spears       | Andrea Hlaváčková Maks Mirny | 6(5)-7, 3-6      |
| 3. | 5 settembre 2014 | US Open, New York (2)       | Cemento     | Abigail Spears       | Sania Mirza Bruno Soares     | 1-6, 6-2, [9-11] |
| 4. | 14 luglio 2024   | Torneo di Wimbledon, Londra | Erba        | Giuliana Olmos       | Hsieh Su-wei Jan Zieliński   | 4-6, 2-6         |

## Risultati in progressione
| Sigla | Risultato               |
| ----- | ----------------------- |
| V     | Vincitore               |
| F     | Finalista               |
| SF    | Semifinalista           |
| O     | Oro olimpico            |
| A     | Argento olimpico        |
| SF    | Bronzo olimpico         |
| QF    | Quarti di Finale        |
| 4T    | Quarto turno            |
| 3T    | Terzo turno             |
| 2T    | Secondo turno           |
| 1T    | Primo turno             |
| RR    | Round Robin             |
| LQ    | Turno di qualificazione |
| A     | Assente                 |
| ND    | Non disputato           |

| Legenda superfici    |
| -------------------- |
| Cemento              |
| Terra battuta        |
| Erba                 |
| Superficie variabile |

### Singolare
| Tornei Grande Slam         |     |     |     |     |
| Australian Open, Melbourne | A   | Q1  | A   | 0-0 |
| Roland Garros, Parigi      | A   | Q1  | Q2  | 0-0 |
| Wimbledon, Londra          | Q3  | 1T  | Q1  | 0-1 |
| US Open, New York          | Q1  | Q2  | Q1  | 0-0 |
| Vittorie-Sconfitte         | 0-0 | 0-1 | 0-0 | 0-1 |

### Doppio
| Torneo             | 2008 | 2009          | 2010          | 2011          | 2012 | 2013          | 2014          | 2015          | 2016 | 2017          | 2018          | 2019          | 2020          | 2021 | 2022          | 2023          | 2024 | 2025 | V-S   |
| ------------------ | ---- | ------------- | ------------- | ------------- | ---- | ------------- | ------------- | ------------- | ---- | ------------- | ------------- | ------------- | ------------- | ---- | ------------- | ------------- | ---- | ---- | ----- |
| Tornei Grande Slam |      |               |               |               |      |               |               |               |      |               |               |               |               |      |               |               |      |      |       |
| Australian Open    | A    | A             | A             | 2T            | QF   | 1T            | 1T            | 1T            | 1T   | 1T            | 1T            | 1T            | QF            | 1T   | 1T            | 2T            | 3T   | 2T   | 11-15 |
| Roland Garros      | A    | A             | 3T            | 1T            | 2T   | 1T            | 2T            | 1T            | 1T   | F             | 2T            | 1T            | 1T            | 1T   | 1T            | 3T            | 1T   | 3T   | 14-16 |
| Wimbledon          | A    | 1T            | 2T            | 3T            | 2T   | 2T            | 2T            | 2T            | 2T   | 1T            | 2T            | 3T            | ND            | 1T   | 3T            | 3T            | 2T   | 1T   | 16-16 |
| US Open            | A    | A             | 1T            | 1T            | 3T   | 1T            | 1T            | 2T            | 2T   | 1T            | 2T            | 1T            | 1T            | 3T   | 1T            | 3T            | 1T   |      | 9-15  |
| Vittorie-Sconfitte | 0-0  | 0-1           | 3-3           | 3-4           | 7-4  | 1-4           | 2-4           | 2-4           | 2-4  | 5-4           | 3-4           | 2-4           | 3-3           | 2-4  | 2-4           | 7-4           | 3-4  | 3-3  | 50-62 |
| Nazionale          |      |               |               |               |      |               |               |               |      |               |               |               |               |      |               |               |      |      |       |
| Giochi Olimpici    | A    | Non disputati | Non disputati | Non disputati | A    | Non disputati | Non disputati | Non disputati | 2T   | Non disputati | Non disputati | Non disputati | Non disputati | A    | Non disputati | Non disputati | A    | ND   | 1-1   |
| Vittorie-Sconfitte | 0-0  | Non disputati | Non disputati | Non disputati | 0-0  | Non disputati | Non disputati | Non disputati | 1-1  | Non disputati | Non disputati | Non disputati | Non disputati | 0-0  | Non disputati | Non disputati | 0-0  | ND   | 1-1   |

### Doppio misto
| Tornei Grande Slam         |               |               |               |               |     |               |               |               |     |               |               |               |               |       |
| Australian Open, Melbourne | A             | A             | A             | A             | 1T  | 2T            | A             | 2T            | A   | A             | 1T            | A             | A             | 2-4   |
| Roland Garros, Parigi      | A             | A             | A             | A             | F   | 2T            | QF            | A             | A   | A             | SF            | 2T            | ND            | 11-5  |
| Wimbledon, Londra          | A             | A             | 2T            | 1T            | 1T  | 2T            | 1T            | 1T            | 3T  | A             | 1T            | 1T            | ND            | 4-9   |
| US Open, New York          | A             | A             | A             | A             | A   | F             | F             | A             | 2T  | 2T            | 2T            | A             | ND            | 11-5  |
| Vittorie-Sconfitte         | 0-0           | 0-0           | 1-1           | 0-1           | 4-3 | 7-4           | 6-3           | 1-2           | 3-2 | 1-1           | 4-4           | 1-2           | 0-0           | 28-23 |
| Nazionale                  |               |               |               |               |     |               |               |               |     |               |               |               |               |       |
| Giochi Olimpici            | Non disputati | Non disputati | Non disputati | Non disputati | A   | Non disputati | Non disputati | Non disputati | A   | Non disputati | Non disputati | Non disputati | Non disputati | 0-0   |
| Vittorie-Sconfitte         | Non disputati | Non disputati | Non disputati | Non disputati | 0-0 | Non disputati | Non disputati | Non disputati | 0-0 | Non disputati | Non disputati | Non disputati | Non disputati | 0-0   |